# Otamanivka
Otamanivka (în ucraineană Отаманівка) este oraș regional în regiunea Luhansk, Ucraina. 

## Demografie
Componența lingvistică a orașului Molodohvardiisk
     Rusă (88,6%)
     Ucraineană (10,88%)
     Alte limbi (0,26%)
Conform recensământului din 2001, majoritatea populației orașului Molodohvardiisk era vorbitoare de rusă (88,6%), existând în minoritate și vorbitori de ucraineană (10,88%).